# Xã Cooper, Quận Gentry, Missouri
Xã Cooper (tiếng Anh: Cooper Township) là một xã thuộc quận Gentry, tiểu bang Missouri, Hoa Kỳ. Năm 2010, dân số của xã này là 1.859 người.